# Poste de péage de Djébonoua
Le poste de péage de Djébonoua,  mis en service le 11 septembre 2023, est une infrastructure routière du réseau routier de la Côte d'Ivoire située sur l'axe Yamoussoukro-Bouaké.

## Historique
Le poste de péage de Djébonoua a été inauguré le 24 août 2023 par le vice-président de la république de Côte d'Ivoire, Tiémoko Meyliet Koné,,. Il est mis en service le 11 septembre 2023 conformément au communiqué du ministère de l'équipement et de l'entretien routier ivoirien.

## Localisation
Le poste de péage de Djébonoua est situé au centre de la Côte d'Ivoire dans la région de Gbêkê après deux kilomètres de Djébonoua précisément sur l'axe Yamousoukro-Bouaké,,.

## Fonctionnement

### Exploitation
L'exploitation de ce péage est gérée par le Fonds d'entretien routier. Les fonds collectés servent à assurer aux populations de Côte d'Ivoire une mobilité aisée et de maintenir nos infrastructures en bon état,.

### Tarifs
Un communiqué du ministère de l'équipement et de l'entretien routier présente les tarifs comme suit,,:
| Classe   | Type de véhicule                             | Tarif (en fcfa) |
| -------- | -------------------------------------------- | --------------- |
| Classe 1 | Véhicule léger                               | 1 000 fcfa      |
| Classe 2 | Véhicule intermédiaire                       | 2 000 fcfa      |
| Classe 3 | Poids lourd / autocar / véhicule à 2 essieux | 3 000 fcfa      |
| Classe 4 | Poids lourd / autocar / véhicule à 3 essieux | 4 000 fcfa      |